# Tsunesaburō Makiguchi
Tsunesaburo Makiguchi (en japonés: 牧 口 常 三郎; Niigata, 23 de julio de 1871 [fecha del calendario lunar 6 de junio] - Tokio, 18 de noviembre de 1944) fue un educador y pedagogo japonés, creador de la teoría pedagógica del valor de la "teoría de la creación", "fundador de Soka Gakkai.

## Vida

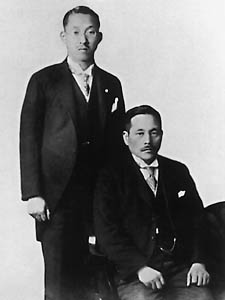
Tsunesaburo Makiguchi y Josei Toda.

Tsunesaburo Makiguchi nació el 23 de julio de 1871 (fecha del calendario lunar 6 de junio) en el pequeño pueblo de Arahama, provincia de Niigata, noroeste de Japón. Al nacer, el primogénito de la pareja Ine y Tyomatsu Watanabe se llamaba Tyohiti. A la edad de tres años, fue abandonado primero por su padre y luego por su madre. Debido a esto, fue criado por su tío, Zendayu Makiguchi, de quien adoptó su apellido.
Alrededor de los quince años, Tyohiti deja a la familia Makiguchi y se va a la ciudad de Otaru, ubicada en Hokkaido, a vivir con su otro tío, Shiroji Watanabe. Al ser muy pobre, la familia Watanabe no tenía forma de enviar al joven a la escuela. Pero con mucha fuerza de voluntad consiguió un trabajo como mensajero en el departamento de policía de Otaru, y al mismo tiempo, estaba estudiando para un examen que lo calificaría para ingresar en la universidad. El jefe de policía quedó tan impresionado con él que lo llevó con él cuando lo trasladaron a Sapporo. 
En 1891, el joven ingresó en la escuela normal como estudiante de tercer año. En 1893, cuando cumplió 22 años y poco antes de graduarse, cambió su nombre a Tsunesaburo Makiguchi. Se graduó en 1893 en la escuela de formación docente de Hokkaido y aceptó el puesto de maestro y supervisor en una escuela primaria, debiendo someterse a una estricta disciplina, cuyo propósito era desarrollar educadores obedientes.
En 1901, debido a un incidente asociado con una aparente ruptura disciplinaria, Makiguchi se vio obligado a dejar su puesto en la escuela, lo que trajo serias dificultades financieras para él y su familia. Por otro lado, también fue un período de importante prosperidad intelectual, que resultó en la publicación de su primer libro, "Geografía de la vida humana", el 15 de octubre de 1903, justo antes del estallido de la Guerra Ruso-Japonesa. 
En este trabajo Makiguchi promovió la conciencia de la ciudadanía global, a diferencia de la élite intelectual de la época, que apoyaba las acciones militares del gobierno japonés. 
De 1904 a 1907, Makiguchi enseñó geografía en la Escuela Gakuin, una institución de intercambio de estudiantes chinos en Tokio.
Después de ocupar varios puestos, incluido uno en el ministerio de educación, en 1913 se convirtió en director de la Escuela Primaria Tosei, y durante los siguientes veinte años trabajó como director y maestro de primaria en otras escuelas de Tokio.  
Fue a partir de las observaciones anotadas y acumuladas durante este período, que reflejan su pensamiento y experiencia, que se originó la obra "Educación para una vida creativa", publicada por Dayle M. Bethel, investigadora de la vida y filosofía educativa de Makiguchi. 
Hacia 1920 conoció a Jōsei Toda, también profesor, con quien compartió sus convicciones y luchas, volviéndose inseparable como maestro y discípulo. Más tarde, en junio de 1928, un hecho cambió irrevocablemente sus vidas: el director de la Escuela Comercial de Mejiro les presentó el budismo nichiren Daishonin.  
Al sumergirse en el estudio y la investigación del budismo, encontraron en él la máxima expresión de la filosofía humanista del valor que defendían. 
El 18 de noviembre de 1930, Makiguchi y Toda publicaron el primer volumen del "Sistema Pedagógico de Creación de Valor" (Soka kyoikugaku taikei en japonés). Esta fecha se estableció más tarde como la fundación de la Soka Kyoiku Gakkai (literalmente Sociedad Educativa de Creación de Valor), una sociedad laica dedicada al ejercicio del mejoramiento humano, la predecesora de Soka Gakkai.
En 1937 la organización alcanza la meta de 500 familias miembros. Makiguchi es nombrado presidente y Toda, director general. 
Con el estallido de la Segunda Guerra Mundial y la entrada de Japón en ese conflicto, todos los ciudadanos se vieron obligados a abrazar el sintoísmo, que adoctrinó a la gente para dedicar sus vidas al Emperador. Makiguchi y Toda, como los principales líderes de la Soka Kyoiku Gakkai, comenzaron a sufrir una presión cada vez mayor por parte del estado sintoísta, y el 6 de julio de 1943 fueron arrestados y llevados a la Prisión de Sugamo, acusados de violar la preservación de la paz y la seguridad nacional, por sostener posiciones consideradas intransigentes, defendiendo el antimilitarismo y la libertad religiosa. Como resultado de la vejez y la desnutrición, Makiguchi murió en prisión a la edad de 73 años, el 18 de noviembre de 1944. 
Tsunesaburo Makiguchi (1871-1944) fue un geógrafo progresista, un teórico de la educación, y un reformador religioso, que vivió y trabajó durante las tumultuosas primeras décadas de la era moderna de Japón. Su oposición al militarismo y nacionalismo de Japón, lo llevaron a su encarcelamiento y muerte durante la Segunda Guerra Mundial.
Makiguchi es conocido por dos obras importantes, "La geografía de la vida humana" y "El sistema de pedagogía de creación de valor", y como fundador en 1930 de la organización Soka Gakkai, que es actualmente la organización budista laica más grande de Japón, y tiene 12 millones de miembros en todo el Mundo. Constante a lo largo de sus escritos y en su trabajo como maestro de aula y director de escuela, es su creencia en la centralidad de la felicidad del individuo. Este mismo compromiso se puede ver en su papel de reformador religioso: rechazó los intentos de las autoridades de subvertir la esencia de las enseñanzas religiosas budistas, insistiendo en que la religión existe para servir a las necesidades humanas.